# غرايم كودرينغتون
غرايم كودرينغتون (بالإنجليزية: Graeme Codrington)‏ هو مستقبلي جنوب أفريقي، ولد في 8 أكتوبر 1970 في جوهانسبرغ في جنوب أفريقيا.